# Meriones arimalius
Meriones arimalius és una espècie de mamífer rosegador de la família dels múrids. És endèmic del nord del Rub al-Khali (Aràbia Saudita, Oman i, probablement, sud dels Emirats Àrabs Units). El seu hàbitat natural són els deserts sorrencs. És una espècie en risc mínim, és a dir, no sembla que hi hagi cap amenaça significativa per a la seva supervivència.